# Anton Kollisch
Anton Köllisch (Mannheim, 16 de março de 1888 – setembro de 1916) foi um químico alemão que criou o registo da patente do MDMA, metileniodioxioximetanfetamina que mais tarde veio a ser conhecido como "Ecstasy". O químico foi pedido pela empresa farmacêutica Merck a 24 de Dezembro de 1912. O Ecstasy foi desenvolvido especialmente para militares pois combatia a fome e o sono. A patente foi aceite em 1914 e quando Anton Köllisch faleceu ainda não sabia o impacto que o MDMA teria.